# Elisabeth von Aragón

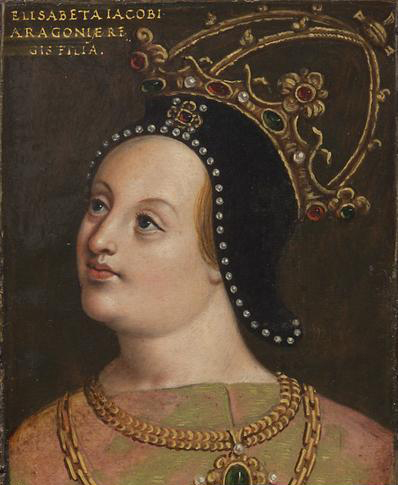
Elisabeth von Aragón, nicht zeitgenössisches Porträt von Anton Boys

Elisabeth von Aragón, spanisch Isabel de Aragón (* 1300 oder 1302; † 12. Juli 1330 in der Obersteiermark) war als Gemahlin des Habsburgers Friedrich des Schönen Königin des Heiligen Römischen Reichs und Herzogin von Österreich und Steiermark.

## Leben
Elisabeth war eine Tochter des Königs Jakob II. von Aragón und dessen zweiter Gattin Prinzessin Blanka von Neapel und Sizilien. Sie wurde von der mit ihr verwandten byzantinischen Kaiserin Konstanze, der Tochter Kaiser Friedrichs II., erzogen.
Zuerst wurde Elisabeth 1312/13 mit dem König Oschin von Armenien verlobt, denn ihr Vater wollte als Gegenleistung dafür die in Sis in Armenien befindlichen Reliquien der heiligen Thekla in die Kathedrale von Tarragona überführen lassen. Die Heiratsverhandlungen scheiterten aber wegen des armenischen Widerstandes gegen engere Beziehungen mit den katholischen westlichen Mächten. Im Jahre 1313 wurde Elisabeth daraufhin in Barcelona mit dem durch einen Prokurator vertretenen Friedrich den Schönen vermählt, der sich seit 1311 um sie beworben hatte und in langen Verhandlungen den Bedingungen Jakobs II. nachgekommen war. Erst Anfang 1314 traf der Zug mit der Braut und ihrem reichen Brautschatz in Österreich ein; die Hochzeit fand dann am 31. Jänner dieses Jahres in Judenburg statt. Im Oktober 1314 wurde ihr Gemahl zum König gewählt, zu Pfingsten 1315 wurde sie in Basel zur Königin gekrönt. Die Ehe verlief offenkundig harmonisch, war jedoch von einigen finanziellen Problemen begleitet.
Die Königswahl und die folgenden kriegerischen Auseinandersetzungen mit Ludwig dem Bayern stürzten ihren Gemahl in Kosten und Elisabeth musste wiederholt Schmuck opfern. Während der zweieinhalbjährigen Gefangenschaft ihres Gemahls nach der Schlacht bei Mühldorf unterzog sich Elisabeth schweren Kasteiungen, die ihre Gesundheit gefährdeten. Am 13. Jänner 1330 starb ihr Gemahl, Elisabeth überlebte ihn nur wenige Monate. Sie wurde in der Wiener Minoritenkirche beigesetzt.

## Nachkommen
- Friedrich (* 1316; † 1322)
- Elisabeth (* 1317; † 23. Oktober 1336)
- Anna (* 1318; † 14. Dezember 1343)

1. ⚭ 1328 in Landshut Herzog Heinrich III. von Niederbayern (1312–1333),
2. ⚭ 1336 in Görz Graf Johann von Görz (1322–1338).